# Pomnik upamiętniający bitwę o wzgórza Seelow
Pomnik upamiętniający bitwę o wzgórza Seelow jest hołdem dla żołnierzy radzieckich, którzy walczyli w bitwie. Znajduje się przy Küstriner Straße 28a w Seelow. Zarówno sam pomnik jak i cmentarz otoczony jest opieką miasta Seelow i muzeum. Miejsce pamięci składa się z dwóch poziomów – na dolnym znajdują się groby, na górnym – rzeźba żołnierza.

## Historia
W listopadzie 1945 wzdłuż drogi krajowej nr 1 odsłonięto 3 pomniki upamiętniające poległych żołnierzy radzieckich (11 listopada odsłonięto Pomnik Żołnierzy Radzieckich w Berlinie-Tiergarten, 17 listopada odsłonięto pomnik na Bastionie Pruskim König (Król) w Kostrzynie nad Odrą, a 27 listopada oficjalnie odsłonięto pomnik upamiętniający bitwę o wzgórza Seelow). Statuy odsłaniano przy udziale delegacji wojskowych czterech zwycięskich mocarstw.
Monument został usytuowany na cmentarzu żołnierzy radzieckich w Seelow. 
8 grudnia 1946 cmentarz na wzgórzach Seelow został oddany pod opiekę miasta.
W 1972 władze NRD rozbudowały teren dookoła pomnika i otworzyły muzeum. W czasie budowy muzeum odrestaurowano cmentarz oraz statuę.
W 1977 przy wejściu na cmentarz zamontowano reflektor APM-90, który był użyty podczas walk.
W 1995 w budynku wystawowym odsłonięto pierwsze publikacje. 
W 2003 za pomnikiem została wybudowana rosyjska cerkiew prawosławna o bardzo prostej architekturze. We wnętrzu cerkwi znajduje się krzyż z napisem "Детям России от матери церкви", co oznacza "dla dzieci Rosji od Kościoła matki".
Od 2006 odbywa się tutaj cykliczna impreza Oldtimer- und Militärfahrzeugtreffen ("Spotkania Pojazdów Zabytkowych i Wojskowych").
Obecnie tereny muzeum zajmują powierzchnię 6 hektarów.
Pomnik jest wciąż miejscem pamięci dla poległych żołnierzy. W rocznicę Dnia Zwycięstwa (9 maja) i rocznicę rozpoczęcia bitwy o wzgórza (16 kwietnia), jest miejscem pamięci dla weteranów wojennych głównie z krajów byłego Związku Radzieckiego (z Rosji i Białorusi) ale także z Polski i Niemiec.

## Wygląd i konstrukcja
Pomnik, zaprojektowany przez Lwa Kerbela, został wzniesiony w 1945 na rozkaz marszałka Żukowa, który powiedział, że "trzeba upamiętnić ścieżkę wojenną". Pomnik jest hołdem dla żołnierzy Armii Czerwonej, którzy walczyli w bitwie. 
Pomnik zbudowany został z dwóch poziomów. Na poziomie dolnym zostało pochowanych 66 żołnierzy (60 grobów pojedynczych i 3 groby podwójne). Na poziomie górnym znajduje się rzeźba żołnierza. Rzeźba czerwonoarmisty została wykonana z brązu (wykonano 20 odlewów), a reszta pomnika została wykonana z granitu, który pochodził z Fürstenbergu (Oder). Pomnik ukazuje żołnierza radzieckiego z pepeszą na piersi, z dwoma granatami u boku, który patrzy na groby poległych towarzyszy (po lewej), pod rzeźbą żołnierza jest tablica na której widnieje rosyjskojęzyczny napis: "1941 - 1945 вечная слава героям павшим в боях с фашистскими эахватчнками Зa свободу неэависимост советското Союзa", co oznacza "1941 - 1945 wieczna chwała dla bohaterów, którzy zginęli w wojnie z faszystowskim najeźdźcą o wolność i niepodległość Związku Radzieckiego", natomiast po prawej stronie znajduje się wieżyczka czołgu (bez lufy). Pomnik waży około 1,5 tony.
Przed wejściem na cmentarz postawione są dwa obeliski. Na obelisku po lewej stronie jest napisane (po przetłumaczeniu) "1941 Ku chwale ojczyzny" a na prawym "1945 Ojczyzna was nigdy nie zapomni".

## Muzeum
Muzeum składa się z: plenerowej wystawy sowieckiego sprzętu wojennego (Moździerz wz. 1938, 76 mm armata dywizyjna wz. 1942 (ZiS-3), Katiusza wz. BM-13, 152 mm haubica wz. 1943 (D-1),czołg T-34/85 oraz reflektor typu APM-90 użyty podczas ataku) i budynku wystawowego. W budynku wystawowym jest wiele publikacji, jedna z nich opisuje działania 1 Armii WP. Oprócz publikacji wystawione są mundury niemieckie i sowieckie, wyposażenie osobiste i fotografie. Można również obejrzeć dwa filmy dokumentalne opowiadające o bitwie: Schlachtfeld vor Berlin (film jest wyświetlany w języku niemieckim, angielskim, rosyjskim, francuskim oraz polskim) i Requiem für Millionen (wyświetlany tylko w języku niemieckim).
Muzeum po przebudowie w 1985 wygląda z zewnątrz jak siedziba Żukowa w Reitwein.
Na terenach muzeum znajduje się także archiwum. W archiwum znajdują się publikacje, sprawozdania ze świadkami walk.